# Balsas (folyó)
A Balsas Mexikó egyik jelentős folyója. Kezdeti szakaszán Atoyac néven is ismert, míg Guerrero állam jó részén Mezcalának hívják.

## Leírás
Mivel a folyó kezdeti szakaszainak többféle neve van, ezért vannak leírások, amelyek úgy tekintik, hogy konkrétan a Balsasnak nincs is forrása, hanem van egy több ágból származó nagy vízfolyás, ami egy bizonyos ponttól (a mai Nuevo Balsas településtől) kezdve viseli a Balsas nevet. Egyik alkotója, az Atoyac, a tlaxcalai és pueblai Sierra Nevada hegységben ered a San Martín és a Zahuapan patakok egyesüléséből, majd északról délre folyva átszeli Puebla városát. Egy másik alkotója, a Mixteco, egy San Juan del Río nevű oaxacai település közelében torkollik az Atoyacba, míg harmadik fő ága, a Tlapaneco, a Oaxaca és Guerrero határán emelkedő hegyekből ered, majd Tlapa és Huamuxtitlán érintésével a már egyesült Atoyac–Mixtecóba ömlik, annak bal partján, Puebla államban. Innentől kezdve a vízfolyás a Grande nevet viseli, és ezen a néven lép be Guerrero állam területére Copalillo községnél. Innentől kezdve Papalutla a neve, majd Atenango del Río községben egyesül a Morelos állam felől érkező Amacuzac vízfolyással, és felveszi a Oztutla nevet (mivel San Francisco Oztutla település mellett halad el). Később nagyrészt Mezcalának nevezik (itt ível át felette a Mezcala Solidaridad híd is), majd Nuevo Balsastól kezdve lesz a neve Balsas. Itt épült fel 1900-ban a folyó első vasúti hídja, amely azonban ma már nem látható, mivel az 1980-as években Apaxtla községben megépítették a Caracol nevű víztározót (hivatalos nevén Ingeniero Carlos Ramírez Ulloa-víztározó), így a felduzzasztott víz elnyelte mind a hidat, mind a régi Balsas települést, amely helyett Nuevo Balsas („Új-Balsas”) felépült.
San Miguel Totolapan községben egy újabb, 1994-ben épült híd ível át a folyón, a Luis Donaldo Colosio-híd, majd Coyuca de Catalán községben még egy: ez 1952-ben épült. A Zirándarói hidat 2007-ben avatták fel. Ciudad Altamirano városától kezdve Michoacán és Guerrero állam határát alkotja: ezt a határt 1906-ban jelölte ki Porfirio Díaz elnök, pontot téve a régebb óta fennálló határviták végére. Ezen a vidéken, Coahuayutla községben alakították ki 1961 és 1963 között a folyó másik nagy víztározóját, amelyet legtöbben Infiernillói-víztározóként ismernek, de hivatalos neve Adolfo López Mateos-víztározó. A rajta működő vízerőmű igen fontos szerepet játszik a térség életében. 13 kilométerrel a Balsas torkolata előtt még egy víztározó van rajta, a La Villita, hivatalos nevén José María Morelos-víztározó. Végül a Csendes-óceánt Lázaro Cárdenas városánál éri el: itt már (La Unión de Isidoro Montes de Oca községtől kezdve) Zacatula folyó néven is ismerik. Torkolata kétágú deltatorkolat: az itt kialakult termékeny talajú hordalékföldeken kókusz- és gyümölcsfák sokaságát találhatjuk, valamint többek között kukorica- és babföldeket.
A folyó hossza körülbelül 800 km, szélessége átlagosan 100–200 méter, éves vízhozama 15 milliárd köbméter (azaz 476 m³/s). Vízgyűjtő területén az évi átlagos csapadékmennyiség 978 mm. Útja során nem csak mellékfolyók és patakok táplálják, hanem föld alatti vízfolyásokból is jut víz a medrébe. Aztcala közelében még sósforrások is láthatók voltak, de mára ezeket is elnyelte a Caracol-víztározó.
Nagy része nem hajózható. Bár a 19. században folyamatosan téma volt a hajózási lehetőség kialakítása a folyón, de erről végül le kellett mondaniuk, főként a mederben található számos veszélyes szikla és a helyenkénti erős sodrás miatt. Régebben csak kisebb vízi járművekkel, tutajokkal, úgynevezett balsákkal közlekedtek rajta: innen ered a neve is.
Élővilága régen igen gazdag volt, kajmánok, vízimadarak, vidrák és halak (például harcsák és pisztrángok) nagy számban éltek benne, az egyik legfőbb környékbeli ételspecialitás pedig a garnélarák volt. Mára a jelentős vízszennyezés és a partmenti erdőirtások miatt az élővilág jelentősen szegényedett.

## Képek

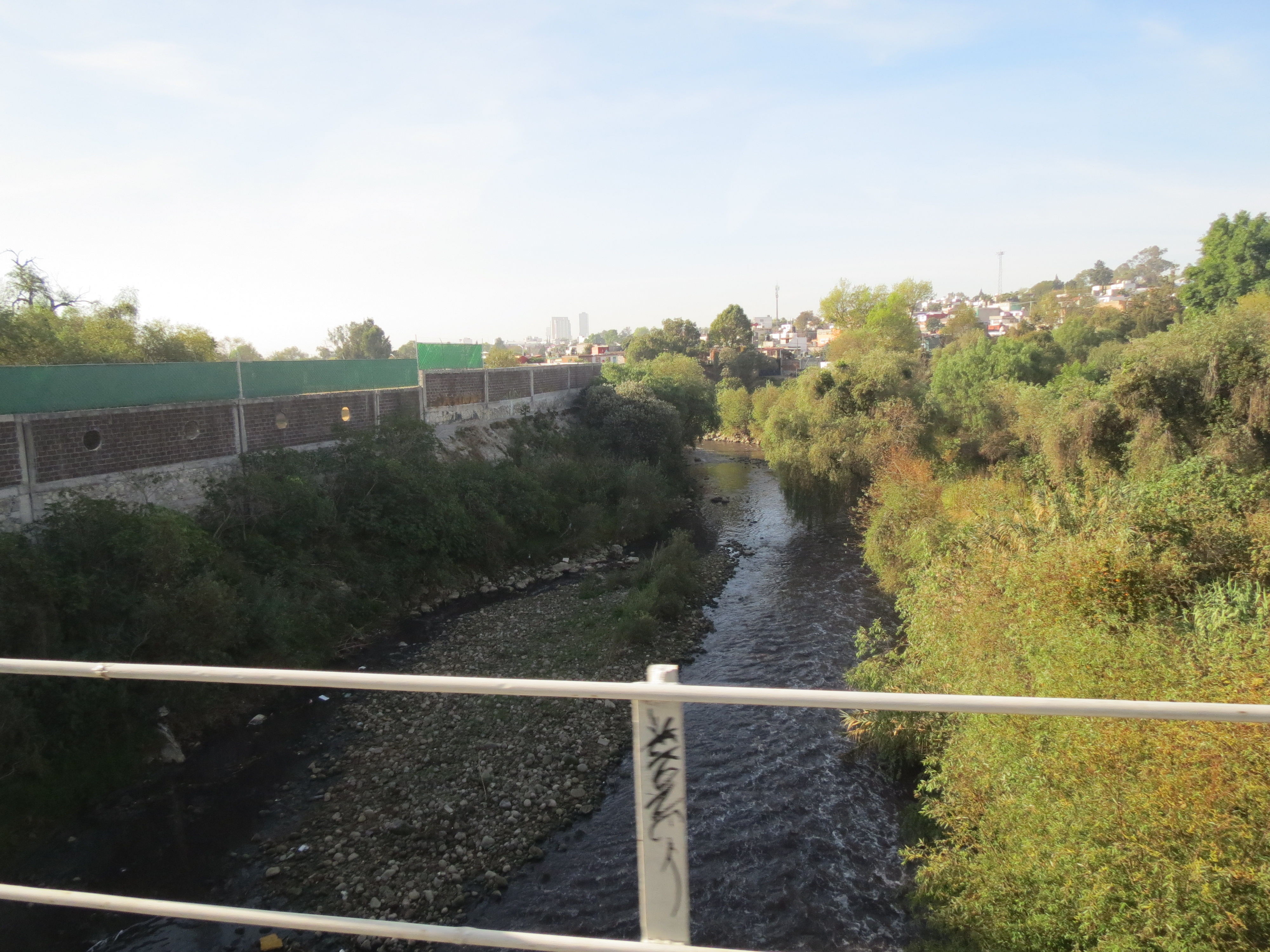
A folyó kezdeti szakasza Puebla térségében
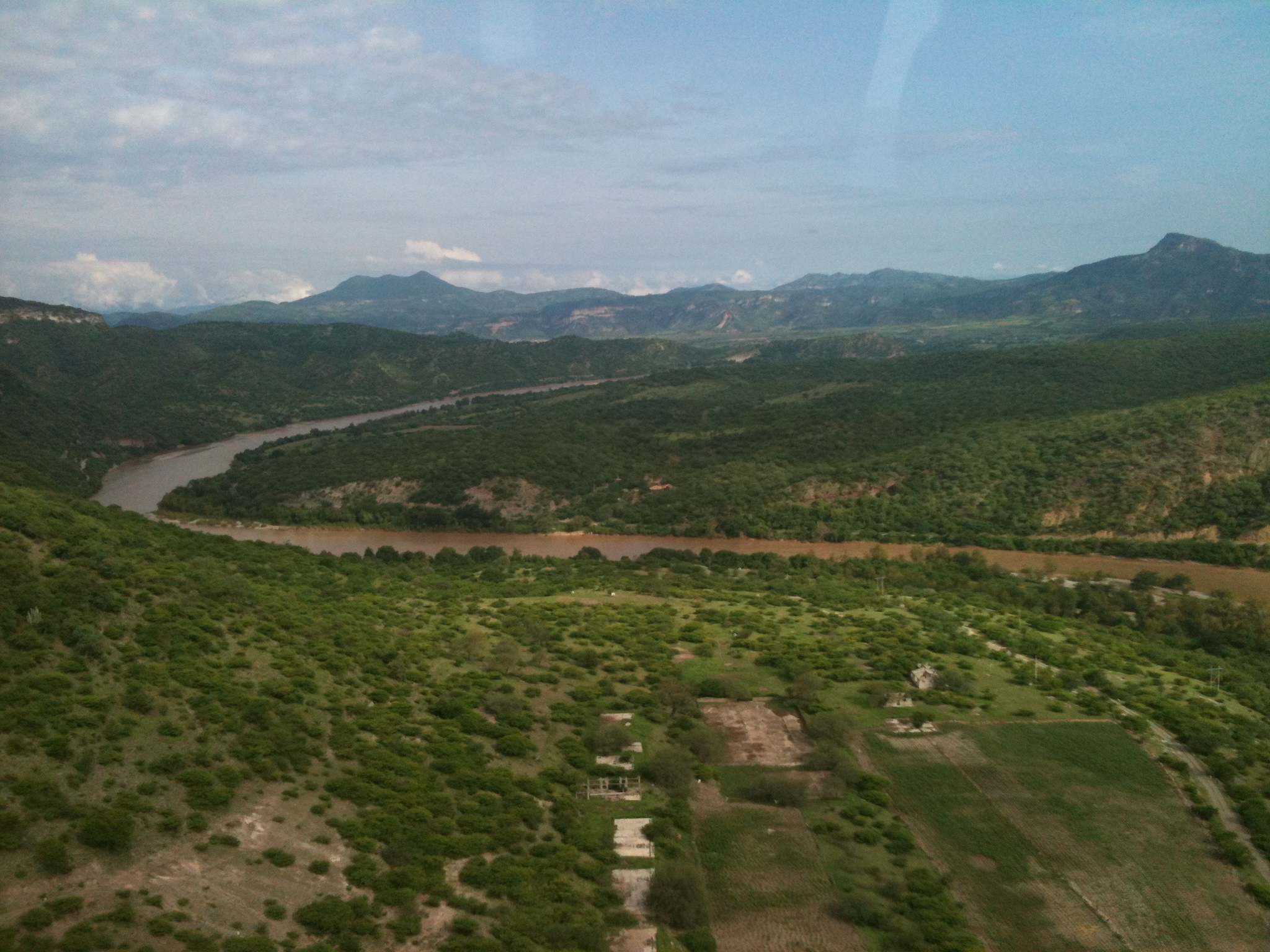
A folyó a Mezcala Solidaridad hídnál
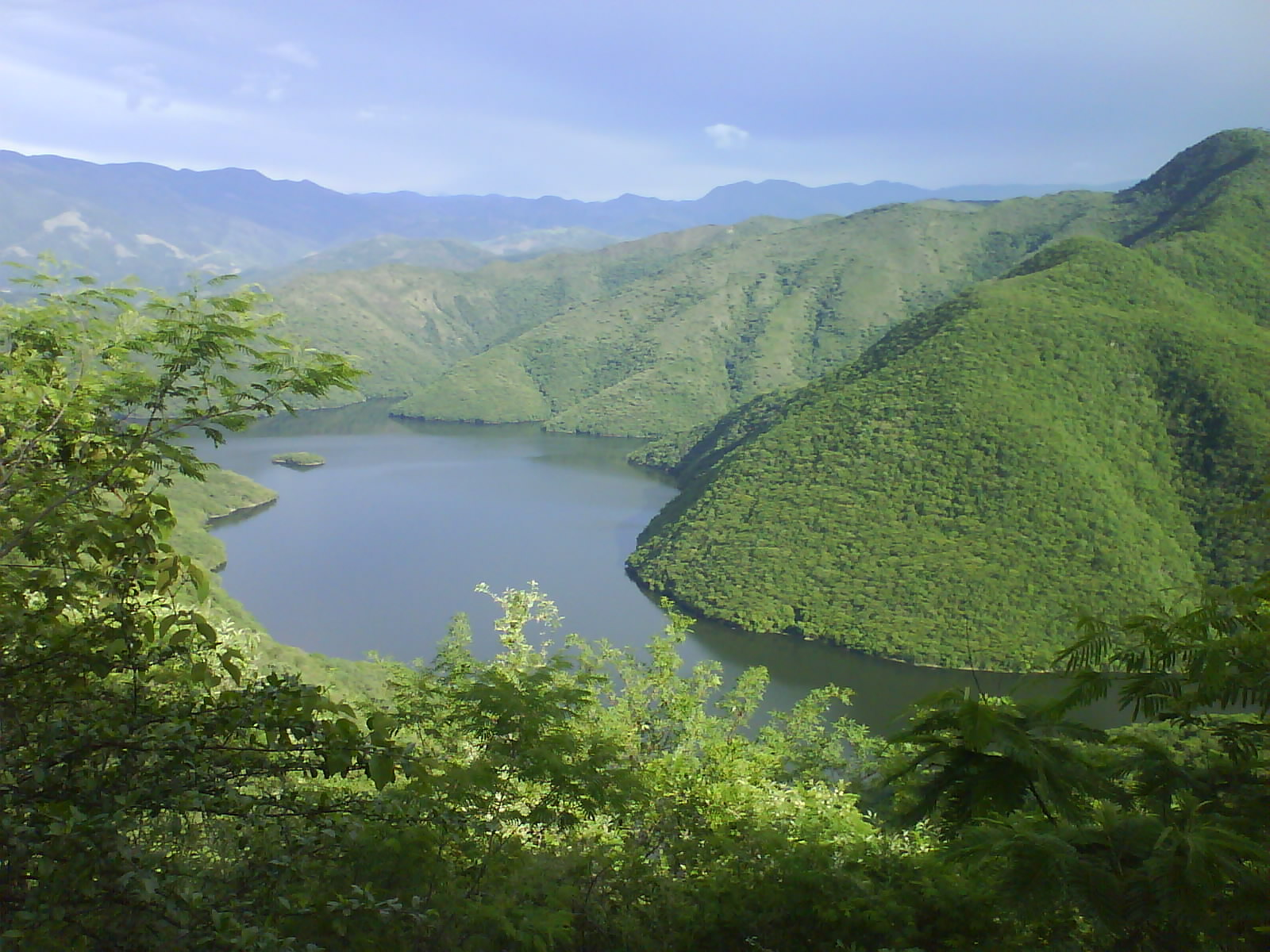
A Caracol víztározó
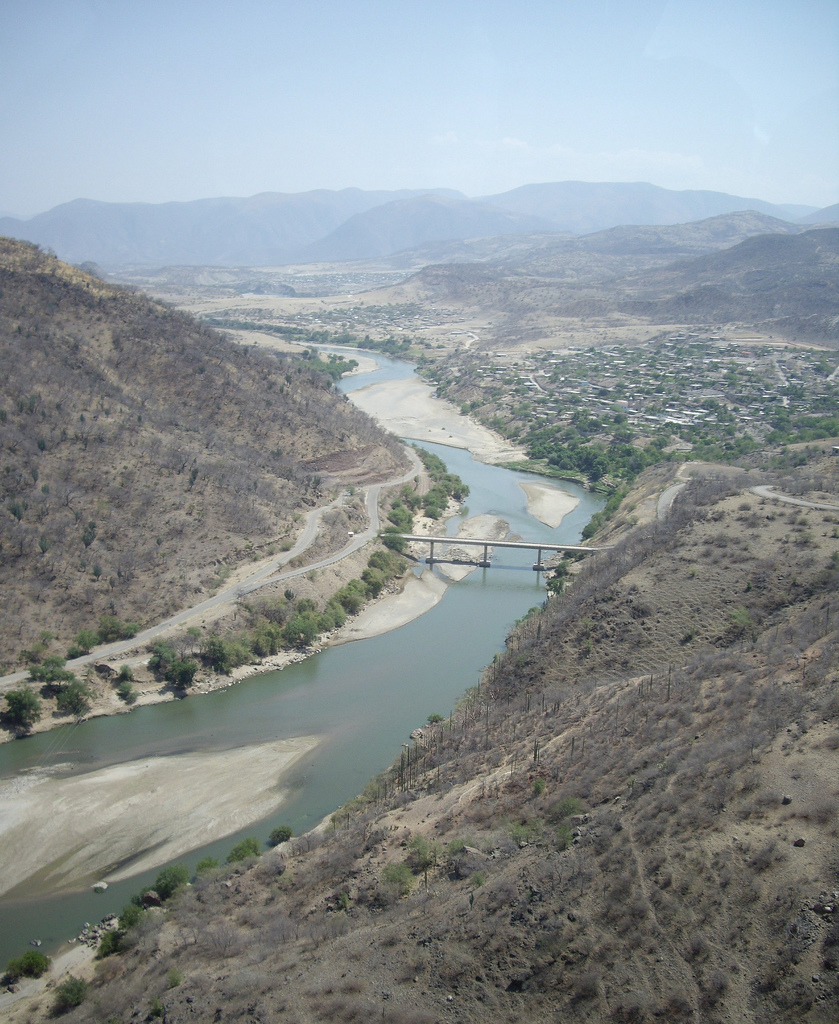
Folyószakasz Guerrero államban